# Rudolf Kaulla

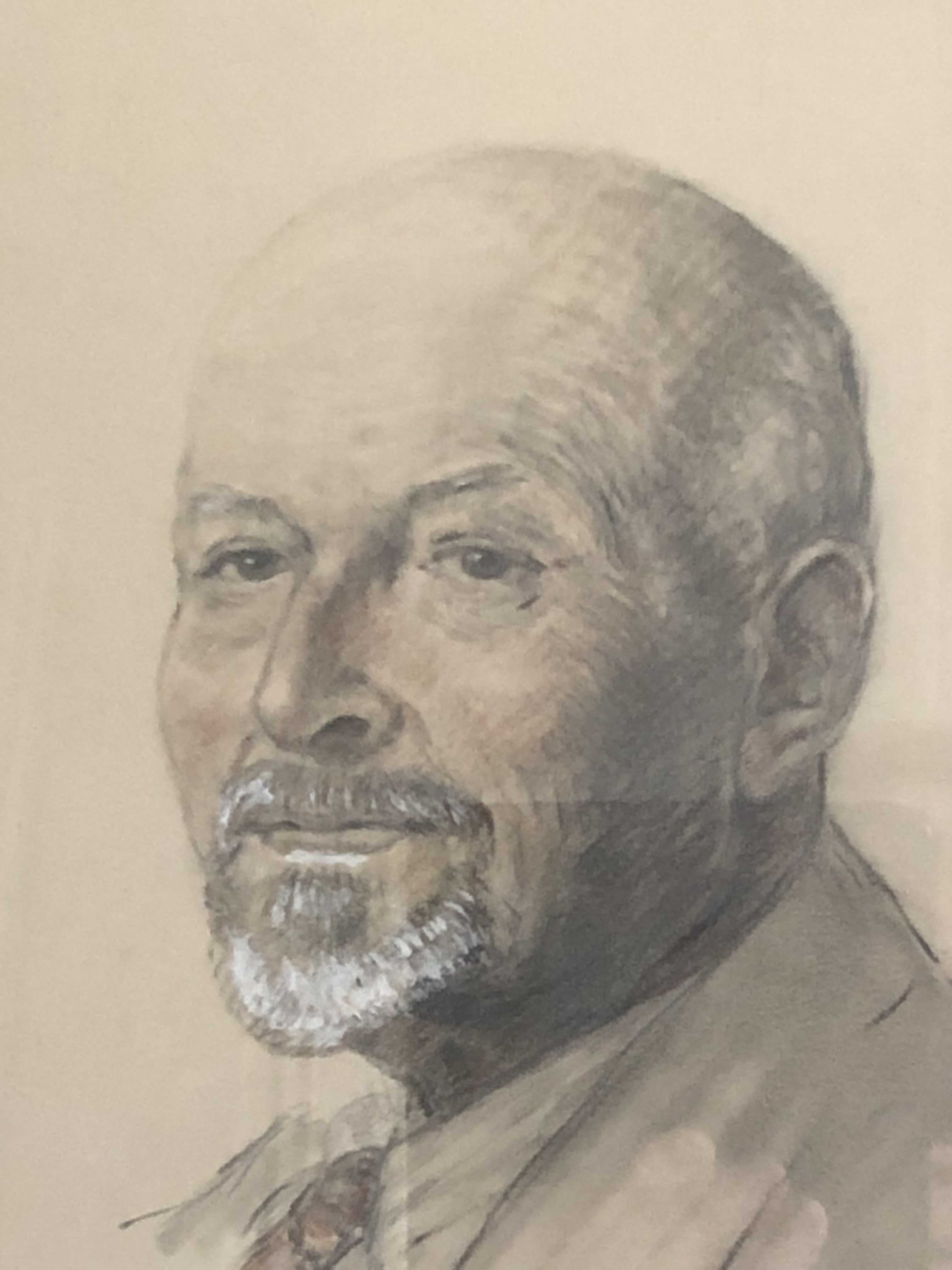
Porträt von Rudolf Kaulla

Rudolf Benedikt Kaulla (* 12. Dezember 1872 in Stuttgart; † 22. September 1954 Oberstdorf) war ein deutscher Nationalökonom, Hochschullehrer, Buchautor und Teilhaber des Bankhauses Jacob S.H. Stern aus der Unternehmerfamilie Kaulla.

## Leben
Rudolf Kaulla wurde am 12. Dezember 1872 in Stuttgart geboren und besuchte dort das Karls-Gymnasium. Er studierte Rechtswissenschaft an der Universität Lausanne, der Universität Straßburg, der Universität Leipzig, der Eberhard-Karls-Universität Tübingen und der Ludwig-Maximilians-Universität München. In München wurde er 1897 mit der Dissertation „Die rechtliche Natur der Defraudation öffentlicher Abgaben“ zum Dr. jur. promoviert. Anschließend studierte er dort Nationalökonomie und wurde 1902 bei Lujo Brentano mit der Dissertation „Wertbegriff im römischen Recht“ zum Dr. oec. publ. promoviert.
1903 habilitierte Kaulla sich an der Technischen Hochschule Stuttgart mit der Schrift „Die Lehre vom gerechten Preis in der Scholastik“, begann dort 1904 als Privatdozent Nationalökonomie zu lehren und war von 1910 bis 1919 außerordentlicher Professor für spezielle Volkswirtschaftslehre. Er gehörte in Stuttgart auch dem Aufsichtsrat der Königlich Württembergischen Hofbank an, die von seiner Vorfahrin, der Hoffaktorin Karoline Kaulla (1739–1809), mitbegründet und bis 1915 von Mitgliedern der Familie Kaulla geführt wurde.
1920 zog Kaulla mit seiner Familie nach Frankfurt am Main und wurde Mitinhaber des Bankhauses Jacob S. H. Stern. Zugleich war er Mitglied des Aufsichtsrats der Deutsche Effekten- und Wechselbank, der Deutsch-Asiatischen Bank und der Schantung-Eisenbahngesellschaft.
Nach der „Machtergreifung“ der Nationalsozialisten emigrierte Rudolf Kaulla 1933 zunächst nach London (Großbritannien) und im folgenden Jahr nach Lausanne (Schweiz), wo er für den Rest seines Lebens wohnhaft blieb und sich als Privatgelehrter und Buchautor betätigte. 1954 starb Rudolf Kaulla während einer Reise in Oberstdorf (Deutschland).

## Familie und Privates

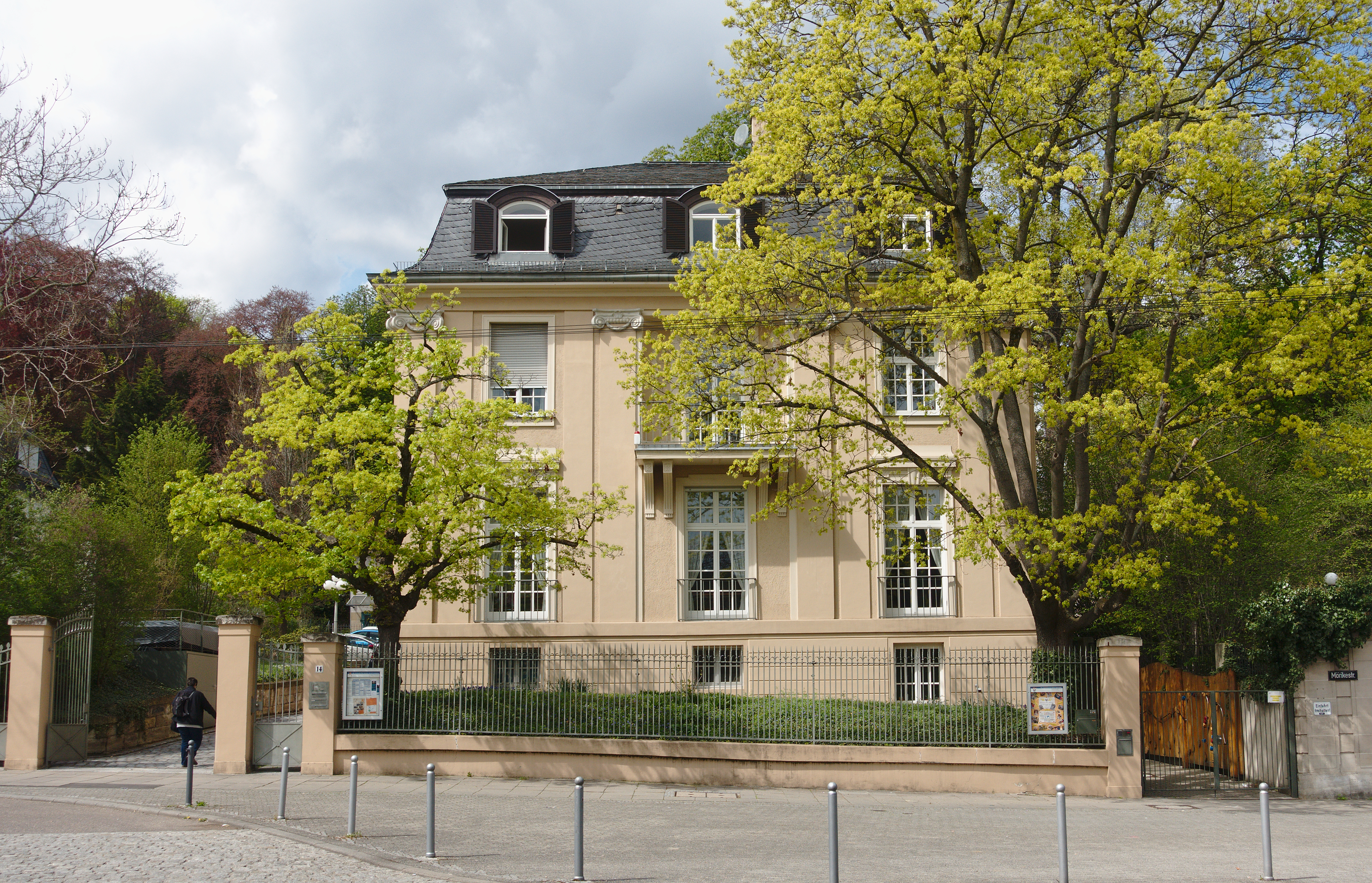
Wohnhaus von Rudolf Kaulla in Stuttgart, Mörikestraße 14

Rudolf Kaulla war der Sohn des Stuttgarter Juristen Max Kaulla (1829–1906) und dessen Ehefrau Jeanette Kaulla geb. Goldschmidt (1833–1920, Mitglied der Frankfurter Bankiersfamilie Goldschmidt und Nichte von Benedikt Hayum Goldschmidt (1798–1873), Gründer der Frankfurter Bank B.H. Goldschmidt und Konsul des Großherzogtums Toskana). Seine Urgroßmutter väterlicherseits war die hohenzollerische Hoffaktorin Karoline Kaulla (1739–1809), mit dem Bankier, Genossenschaftler und Sozialreformer Eduard Pfeiffer (1835–1921) war er verwandt. Rudolf Kaullas Schwester, Lucie Kaulla (1866–1955, genannt Luz), war verheiratet mit Georges Gabriel Siegmund Warburg (1871–1923; aus der deutsch-jüdischen Bankiersfamilie Warburg, Mitinhaber des Hamburger Bankhauses M. M. Warburg & CO). Ihr gemeinsamer Sohn war der deutsch-britische Bankier Siegmund G. Warburg, Gründer der britischen Bank S. G. Warburg & Co.
Am 20. März 1907 heiratete Rudolf Kaulla in Frankfurt am Main Louise Maria Stern (1874–1933), eine Tochter des Frankfurter Bankiers Theodor Stern (1839–1900). Mit ihr hatte er eine Tochter, Margareta Wilhelmine (* 1913; verheiratet mit Paul Ossipow in Lausanne). In zweiter Ehe heiratete Kaulla 1933 Anne Marie Clara Ganz (1898–1988), die zuvor bis 1921 mit dem Schriftsteller Carl Zuckmayer verheiratet war.
Im Jahrbuch des Vermögens und Einkommens der Millionäre aus dem Jahr 1914 wird Rudolf Kaullas Vermögen auf neun Millionen Mark geschätzt.
1910 beauftragte Rudolf Kaulla die renommierten Stuttgarter Architekten Hugo Schlösser und Johann Weirether, für ihn und seine Familie eine repräsentative Villa auf dem Grundstück Mörikestraße 14 in Stuttgart zu errichten. Während seines Exils in der Schweiz lebte Kaulla im Haus Avenue d’Ouchy 18 in Lausanne.
1898 trat Rudolf Kaulla dem Deutschen Alpenverein (Sektion Schwaben) bei, wurde aber von diesem wegen seines jüdischen Glaubens 1935 zum Austritt gezwungen.

## Schriften
- Die Lehre vom gerechten Preis in der Scholastik. In: Zeitschrift für die gesamte Staatswissenschaft, 1904, Jg. 60, S. 579–602.
- Die geschichtliche Entwicklung der modernen Werttheorien. Laupp, Tübingen 1906.
- Organisation des Bankenwesens in Württemberg in ihrer geschichtlichen Entwicklung. Enke, Stuttgart 1908.
- Das Objekt des Tauschwerts. Festschrift für Lujo Brentano zum 70. Geburtstag. München / Leipzig 1916; Textarchiv – Internet Archive.
- Über das Verhältnis der Volkswirtschaftslehre zur Rechtswissenschaft und zur Politik. Rothschild, Berlin 1919.
- Die Grundlagen des Geldwerts. Deutsche Verlags-Anstalt, Stuttgart 1920.
- Der Liberalismus und die deutschen Juden. Duncker & Humblot, München 1928.
- Staat, Stände und der gerechte Preis. Springer, Wien 1936. / Theory of the just price. George Allen & Unwin, London 1940.
- Beiträge zur Entstehungsgeschichte des Geldes. Francke, Bern 1945.
- Rechtsstaat und Währung. Kohlhammer, Stuttgart 1949.